# Georges Carbasse
Georges Carbasse (ur. 29 września 1944) – francuski zapaśnik walczący w obu stylach. Olimpijczyk z Monachium 1972, gdzie odpadł w eliminacjach w kategorii 68 kg, w stylu wolnym.
Uczestnik mistrzostw świata w 1971 i Europy w 1970 i 1972 roku.